# Smeraldo

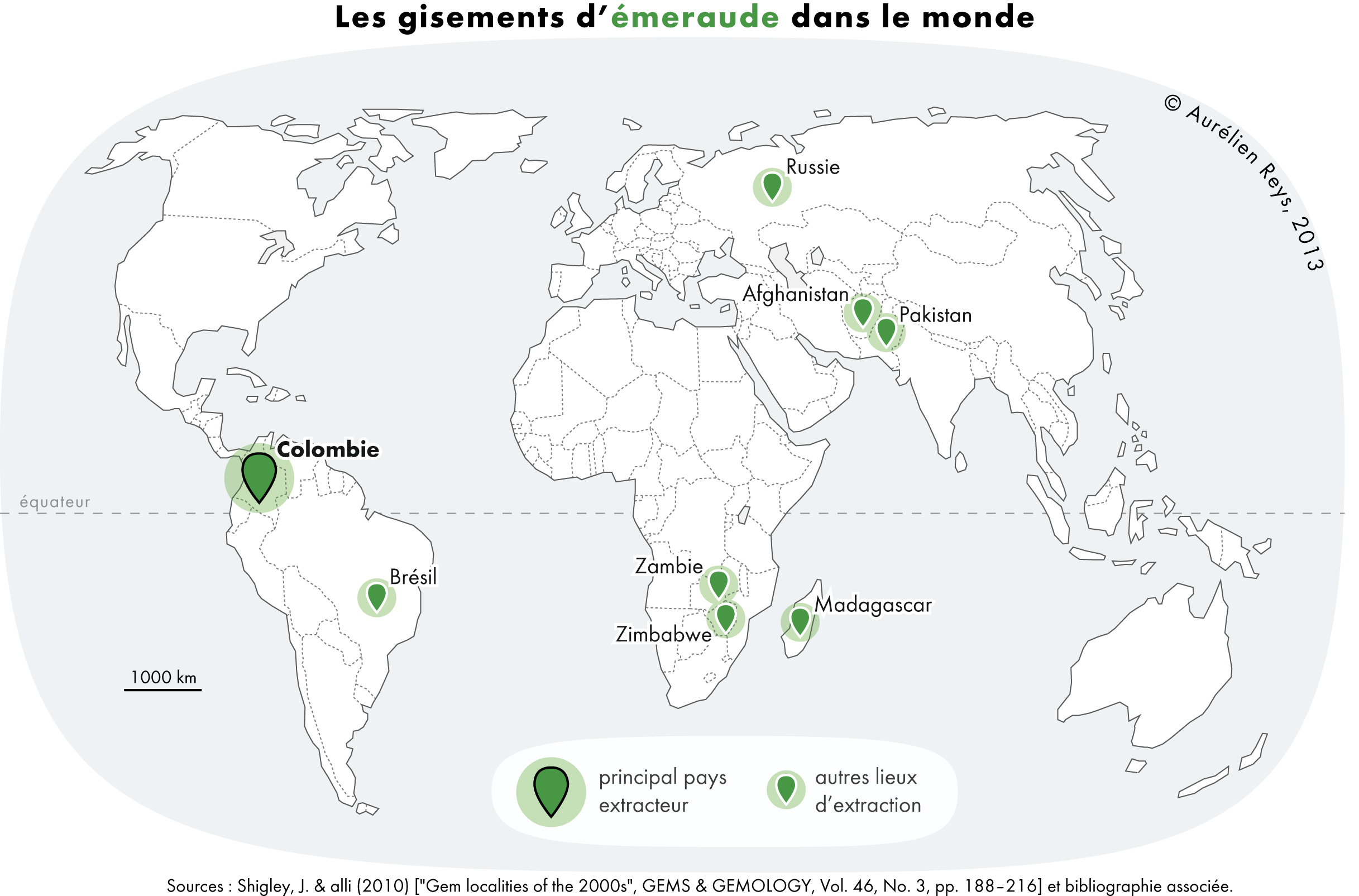
Principali paesi produttori di smeraldo

Lo smeraldo è una varietà del berillo, caratterizzata da un intenso colore verde, dovuto probabilmente alla presenza di cromo (fino allo 0,19%) ed eventualmente di vanadio e di ferro. Soltanto la presenza del cromo rende il berillo uno smeraldo; il berillo in cui è presente soltanto il vanadio dovrebbe invece essere denominato berillo verde. Ha una lucentezza di tipo vitreo e presenta lieve pleocroismo, con ω verde e ε verde-azzurro.
Nel Buddismo è considerato uno dei sette tesori ed equiparato alla saggezza. La parola "smeraldo" deriva dal latino smaragdus, proveniente dal greco σμάραγδος (smàragdos), ma la sua fonte originaria è izmargad, un termine semitico, oppure maragata, un termine sanscrito, che letteralmente significa "pietra verde". Plinio il Vecchio, nella sua Naturalis Historia, scrisse a proposito di questa pietra: "Non c'è veramente alcun'altra pietra il cui colore dia gioia e refrigerio all'occhio come questa, poiché non esiste alcun verde più intenso del suo colore".

## Abito cristallino

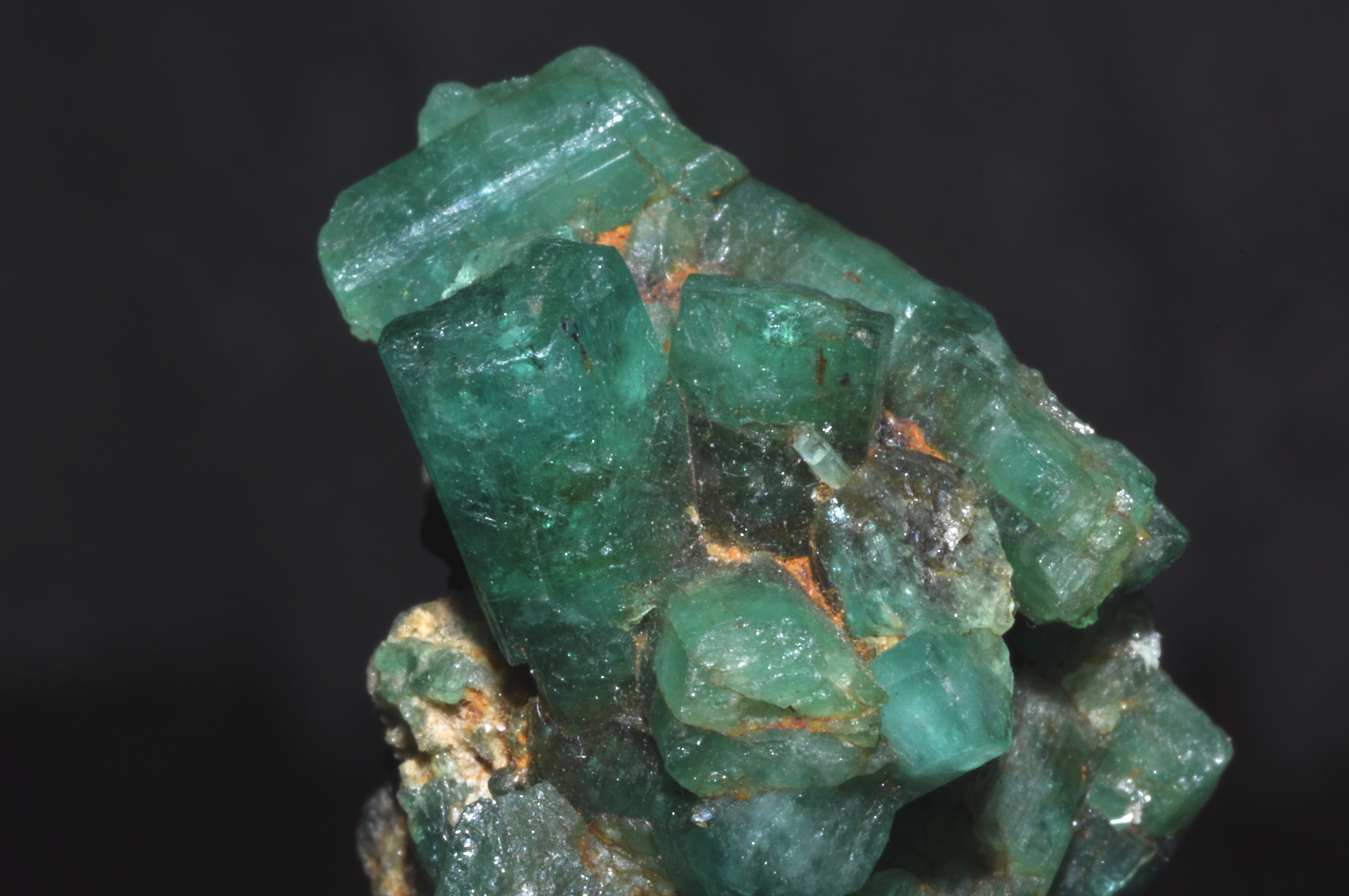
Smeraldo nella roccia

È di gruppo cristallino dimetrico e sistema esagonale. La sua formula chimica equivale a Be3Al2Si6O18, cioè berillio, alluminio, silicio e ossigeno insieme a cromo e/o vanadio. Gli smeraldi sono graduati usando quattro parametri basilari: colore, trasparenza, taglio, e peso (le "4 C": color, clarity, cut and carat weight). L'aspetto della gemma più importante è sicuramente il colore, seguito dalla trasparenza. Un buon esemplare deve infatti avere non solo una pura tonalità verde, ma anche un elevato grado di trasparenza per essere uno dei migliori al mondo. Il suo indice di rifrazione è 1,565-1,602.

## Colore
Il colore della pietra si può suddividere in tre componenti: tonalità, saturazione e luminosità. Il verde è il colore primario. I colori giallo e blu, le tonalità che si trovano adiacenti al verde nello spettro, sono i colori secondari che è possibile vedere negli smeraldi. Il grigio è la naturale saturazione visibile in uno smeraldo. Una tonalità grigia di verde è semplicemente un verde opaco.

## Integrità

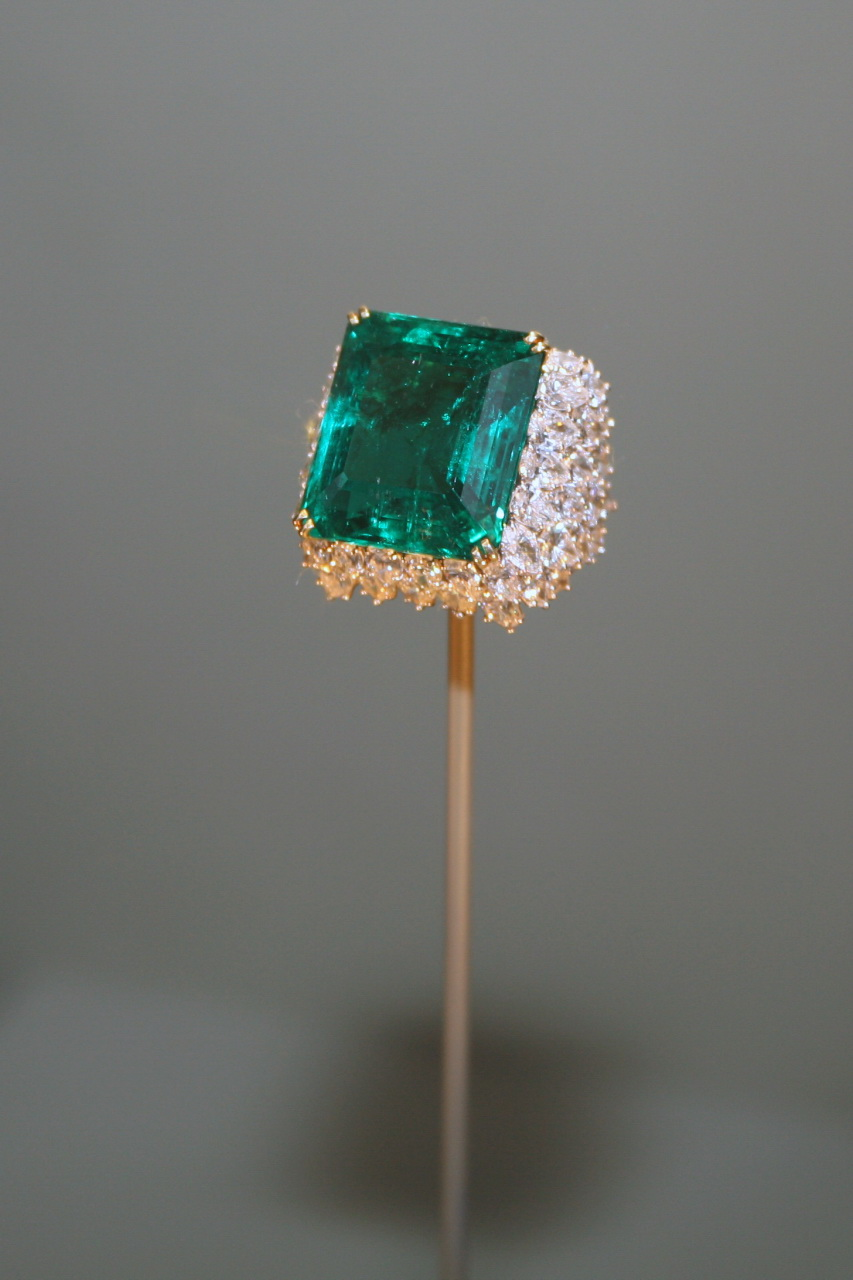
Chalk Emerald

Gli smeraldi tendono ad avere numerose inclusioni e fessure sulla loro superficie. Diversamente dai diamanti, dove l'integrità è misurata usando una lente con ingrandimento standard 10x, negli smeraldi essa è misurata ad occhio nudo. Così se uno smeraldo non ha crepe visibili ad occhio nudo è considerato impeccabile. Pietre che mancano di crepe in superficie e nell'interno sono estremamente rare e pertanto quasi tutti gli smeraldi sono "oleati" per migliorare la loro integrità apparente. A causa di questo trattamento non resistono alle temperature estreme, perdono lucentezza nel tempo, e sono delicati. Smeraldi integri ad occhio nudo hanno una tonalità vivida di verde con non più del 15% di un qualunque colore secondario, con una medio-scura tonalità affinché abbiano i prezzi migliori. Questi aspetti non uniformi fanno sì che gli smeraldi, come anche altre pietre con caratteristiche analoghe, siano talora tagliati a cabochon, piuttosto che sfaccettati.

## Origine

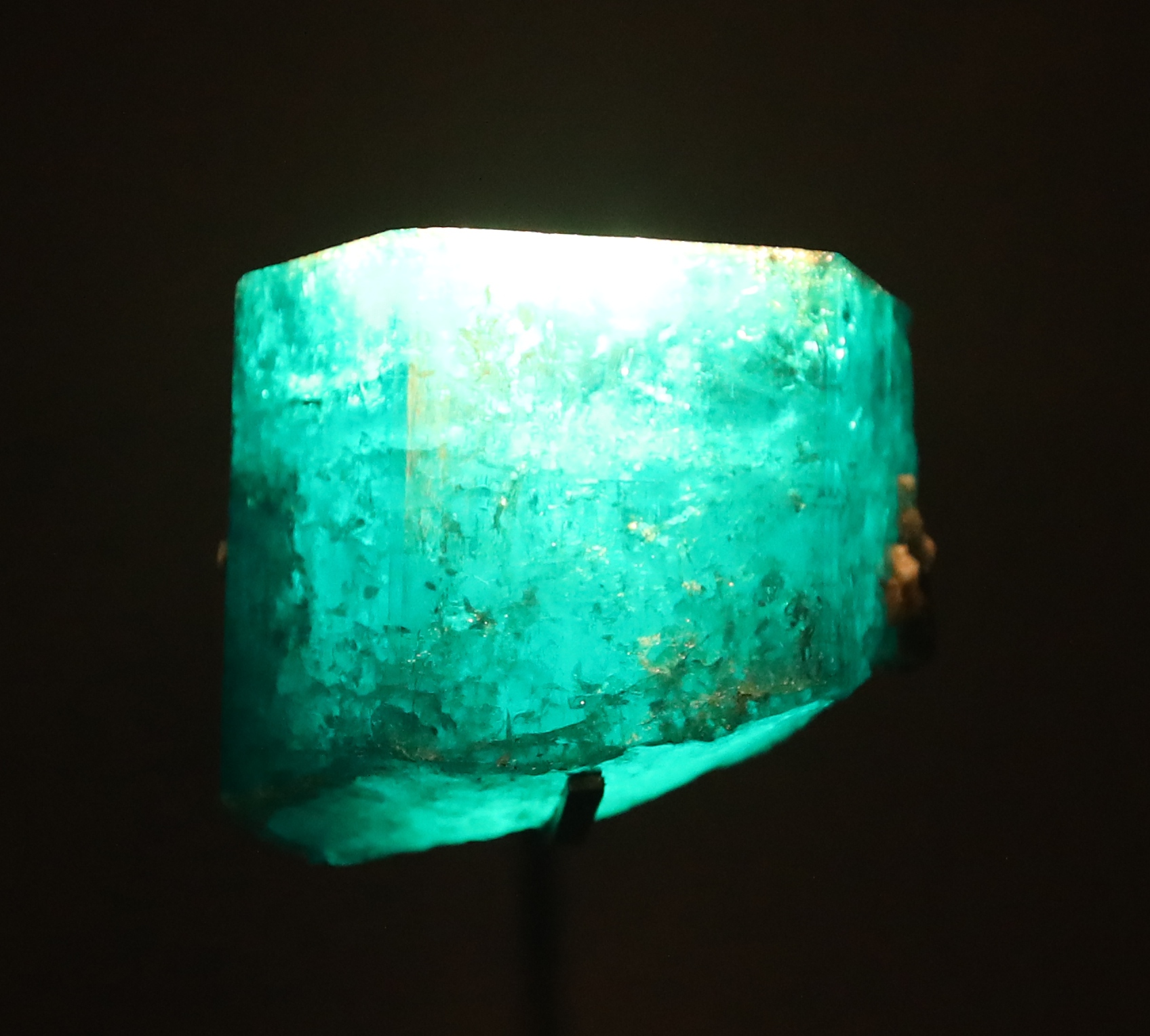
Smeraldo del Duca di Devonshire

Di solito la genesi è pegmatitica-pnemautolitica. In genere si trova in graniti o rocce metamorfiche (scisti).

## Giacitura

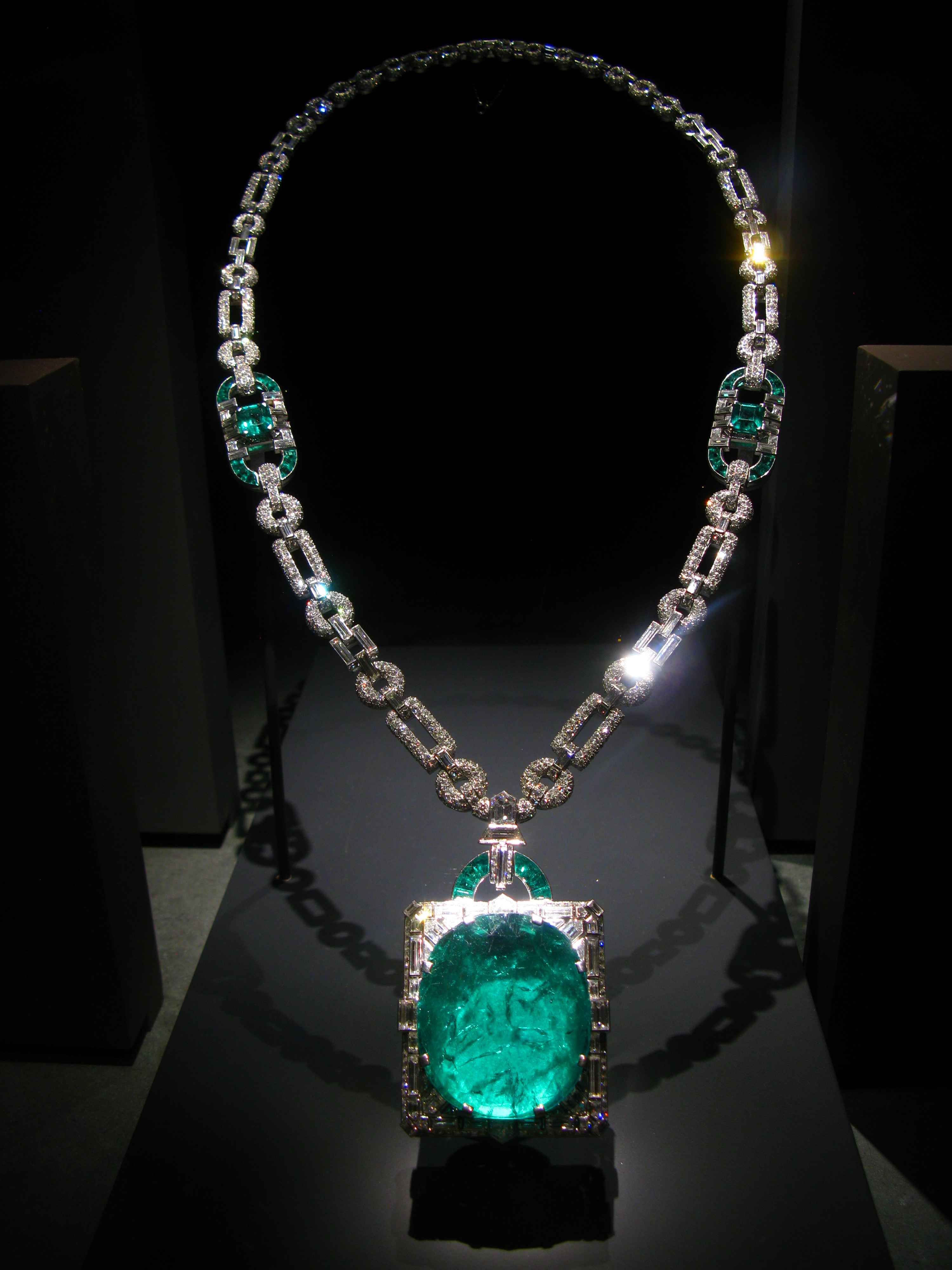
Lo smeraldo Mackay, 168 carati, nella collana di diamanti disegnata da Cartier nel 1931

I più antichi giacimenti sono quelli egiziani, vicino alla costa del Mar Rosso nell'Alto Egitto a sud di Kosseir. In Egitto le miniere di smeraldo, che erano attive probabilmente già verso il 3500 a.C., furono riscoperte soltanto nel 1816 dal mineralogista francese Frédéric Cailliaud. Quelle degli Urali furono scoperte solo nel 1830 e si trovano nei pressi di Ekaterinburg, dove si trovano nei micascisti insieme a fenacite ed acquamarina, così come nella giacitura egiziana. I giacimenti dell'America meridionale furono noti nel '500: i principali, e tuttora produttivi, giacimenti sono quelli della Colombia (famosissima la miniera "Muzo") e del Brasile negli Stati di Goias e Minas Gerais. La miniera più grande al mondo è attualmente quella di Santa Terezina nel Goias dove vengono estratti a cielo aperto. La roccia madre è anche qui uno scisto.
In Europa sono famosi dal Medioevo i cristalli dell'Habachtal in Austria. In Italia ottimi campioni da taglio e grandi fino a 5 cm sono stati trovati negli anni Settanta su alcuni massi abbandonati presso la stazione di Domodossola. In seguito si è trovato un piccolo giacimento, ormai esaurito, nei pressi del Pizzo Marcio.